# Tratado de Fronteira e Amizade Germano–Soviético

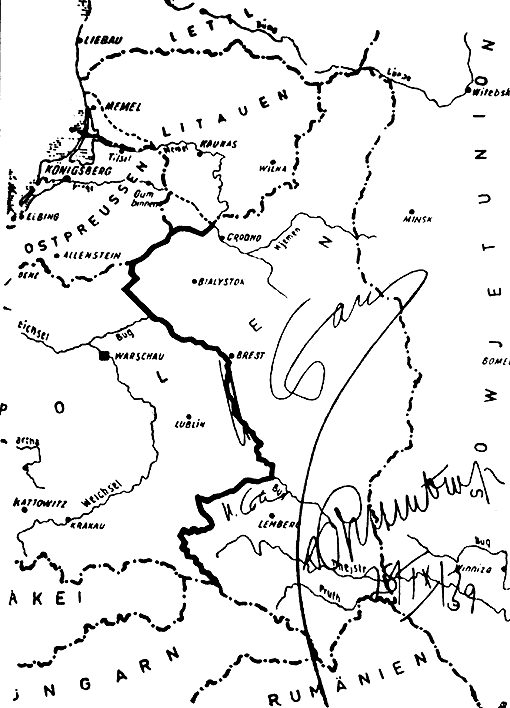
Mapa anexado ao Tratado Alemão-Soviético dividindo a Polônia em zonas de ocupação alemã e soviética

O Tratado de Fronteira e Amizade Germano–Soviético foi um segundo protocolo suplementar do Pacto Molotov-Ribbentrop de 23 de agosto de 1939. Era uma cláusula secreta alterada em 28 de setembro de 1939 pela Alemanha nazista e pela União Soviética após sua invasão conjunta e ocupação da Polônia soberana. Foi assinado por Joachim von Ribbentrop e Vyacheslav Molotov, os ministros das Relações Exteriores da Alemanha e da União Soviética, respectivamente, na presença de Joseph Stalin. Apenas uma pequena parte do protocolo, que substituiu o primeiro tratado, foi anunciada publicamente, enquanto as esferas de influência da Alemanha nazista e da União Soviética permaneceram secretas. O terceiro protocolo secreto do Pacto foi assinado em 10 de janeiro de 1941 por Friedrich Werner von Schulenburg e Molotov, em que a Alemanha renunciou às suas reivindicações de partes da Lituânia, apenas alguns meses antes de sua operação anti-soviética Barbarossa.

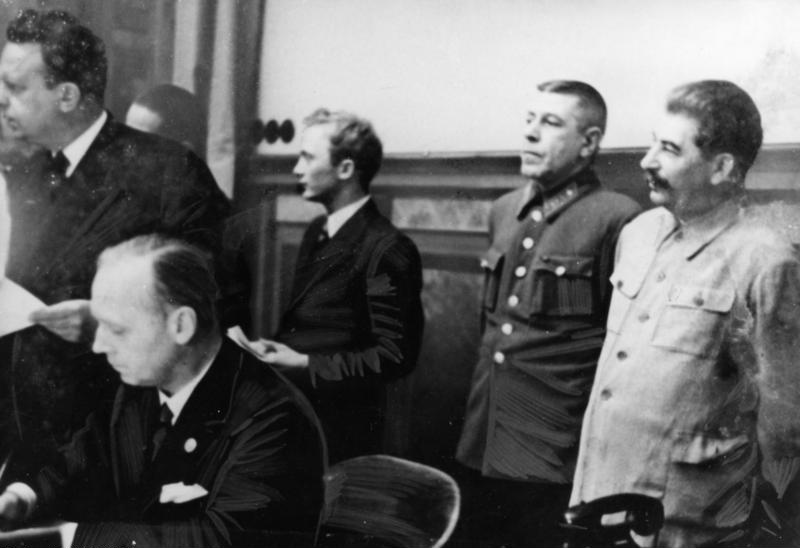
O ministro das Relações Exteriores da Alemanha, Joachim von Ribbentrop, assina o Pacto Alemão-Soviético, 28 de setembro de 1939

## Artigos secretos
Vários artigos secretos foram anexados ao tratado. Esses artigos permitiam a troca de cidadãos soviéticos e alemães entre as duas zonas ocupadas da Polônia, redesenhavam partes das esferas de interesse da Europa Central ditadas pelo Pacto Molotov-Ribbentrop e também afirmavam que nenhuma das partes do tratado permitiria em seu território qualquer "agitação polonesa" dirigida à outra parte.
Durante a invasão ocidental da Polônia, a Wehrmacht alemã assumiu o controle da Voivodia de Lublin e da Voivodia oriental de Varsóvia, territórios que o Pacto Molotov-Ribbentrop havia concedido na esfera de influência soviética. Para compensar os soviéticos por essa "perda", o anexo secreto do tratado transferiu a Lituânia para a esfera de influência soviética, exceto por um pequeno território, que foi referido como a "Faixa da Lituânia", a margem esquerda do rio Šešupė, e foi para continuam a ser uma esfera de influência alemã.

## Consequências
A União Soviética assinou um Tratado de Assistência Mútua com a Estônia em 28 de setembro, com a Letônia em 5 de outubro e com a Lituânia em 10 de outubro de 1939. De acordo com as disposições descritas no tratado, a Lituânia adquiriu cerca de um quinto da região de Vilnius, incluída a histórica capital, Vilnius, e em troca permitiria que cinco bases militares soviéticas com 20 000 soldados fossem estabelecidas em toda a Lituânia.
Os tratados de assistência mútua permitiram a ocupação soviética dos estados bálticos e foram descritos pelo The New York Times como "sacrifício virtual da independência".